# حملة جزر غيلبرت ومارشال
حملة جزر غيلبرت ومارشال كانت سلسلة من المعارك التي جرت من نوفمبر 1943 حتى فبراير 1944، ضمن مسرح المحيط الهادئ خلال الحرب العالمية الثانية بين الولايات المتحدة واليابان. كانت الحملة أولى خطوات الزحف عبر وسط المحيط الهادئ لأسطول المحيط الهادئ الأمريكي وقوات مشاة البحرية. وكان هدفها إنشاء المطارات والقواعد البحرية التي ستسمح بالدعم الجوي والبحري للعمليات القادمة عبر منطقة وسط المحيط الهادئ. كانت عمليتي غالفنيك وكورباش الاسمين الرمزيين لحملة جزر غيلبرت التي تضمنت الاستيلاء على تاراوا وماكين. كانت عملية فلينتلوك وعملية كاتشبول تهدف إلى الاستيلاء على القواعد اليابانية في كواجالين وإنيويتوك وماجورو في جزر مارشال.

## خلفية تاريخية
احتلت البحرية الإمبراطورية اليابانية جزر غيلبرت بعد ثلاثة أيام من الهجوم على بيرل هاربور، في هاواي. وبنى اليابانيون بناء قاعدة للطائرات المائية في ماكين ووزعوا القوات على طول السواحل المرجانية لمراقبة حركة قوات الحلفاء في جنوب المحيط الهادئ.
تقع جزر مارشال على بعد حوالي 220 ميلاً (350 كم) شمال غرب جزر غيلبرت وقد احتلها اليابانيون منذ الحرب العالمية الأولى كجزء من انتداب البحار الجنوبية. اعتبر اليابانيون الجزر موقعاً هاماً لبحريتهم.
تيقن قادة الحلفاء أن استسلام اليابان النهائي لليابان يتطلب اختراق هذه الجزر. في حين أراد قائد الجيش الأمريكي، الجنرال دوغلاس ماك آرثر، الاندفاع نحو الفلبين عبر غينيا الجديدة، فضل الأدميرال البحري تشيستر نيمتز قيادة الحملة عبر المحيط الهادئ، عبر جزر غيلبرت، مارشال، كارولين وفي النهاية جزر ماريانا، التي سيمكن قاذفات بي-29 الأمريكية من العمل ضمن نطاق طوكيو. بالإضافة إلى إجبار اليابانيين على قتال جبهتين ضد الحلفاء (قيادة نيمتز شرقاً وماك آرثر جنوباً) وهكذا فإن خطة نيمتز ستعمل على تحييد الدفاعات اليابانية الخارجية، مما سيسمح بوضع قواعد برية وبحرية وجوية أمريكية هناك في المستقبل لشن هجمات مستقبلية ضد مجموعات الجزر المحتلة الأخرى. شملت هذه الجزر الخارجية الجزر المرجانية تاراوا وماكين في غيلبرت وماجورو وكواجالين وإنيويتوك في جزر مارشال.

## جزر غيلبرت

### تمهيد
احتلت القوات اليابانية جزر غيلبرت في 9-10 ديسمبر من عام 1941، ونشرت قوات من مفرزة البحار الجنوبية على جزر تاراوا وماكين (الآن بوتاريتاري وماكين)، بعد أيام قليلة من الهجوم على بيرل هاربر، من أجل حماية قواتها في الجناح الجنوبي الشرقي من هجمات الحلفاء المضادة وعزل أستراليا. كان من المقرر أن تصبح الجزر نقطة انطلاق للغزو المخطط لجزر إليس تحت الاسم الرمزي عملية إف إس، لكن انتكاستهم في معركة بحر المرجان أخرت الخطط، وهزيمتهم في معركة ميدواي ولاحقًا في حملة غوادالكانال وضع نهاية نهائية لذلك.

## للمزيد من القراءاة
- Drea، Edward J. (1998). "An Allied Interpretation of the Pacific War". In the Service of the Emperor: Essays on the Imperial Japanese Army. Lincoln, NE: University of Nebraska Press.
- Hoyt، Edwin P. (1979). Storm Over the Gilberts: War in the Central Pacific 1943. New York, NY: Van Nostrand Reinhold. مؤرشف من الأصل في 2019-05-18.